# PEOPLEnet
PEOPLEnet (укр. ПіплНет) — торгова марка першого в Україні національного оператора мобільного зв'язку стандарту CDMA компанії «Телесистеми України» (стандарт CDMA2000 1xEV-DO revA).
Оператор надає послуги голосового зв'язку, високошвидкісного доступу в мережу Інтернет (до 3,1 Мб/с), а також таких послуг як інтернет-телебачення, інтернет-радіо. PEOPLEnet належить код «92». До 2016 року оператор працював в більшості обласних центрах та інших містах України. З 1 травня 2017 року, на тлі повідомлень про фінансові збитки компанії, мережа була скорочена лише до двох областей — Дніпропетровської та Харківської. 1 грудня 2020 року компанія припинила надання послуг мобільного зв'язку у Харківській області. На серпень 2021 року бездротова мережа оператора працює тільки в Дніпропетровській області.
У 2015 році чистий збиток компанії «Телесистеми України» склав 101 млн грн.
За даними Національної комісії з цінних паперів та фондового ринку України, на кінець 4 кварталу 2014 року акціонерами оператора були: три панамські компанії «Брацелос Пропертіз», «Гросуло Інвестментс» і «Епілмор Бізнес» з долями акцій 18,059 %, 13,79 %, і 18,08 % відповідно, а також українські компанії «Фортон Лтд» і «Елідор» по 24,98 % акцій.
У 2023 PEOPLEnet надавав послуги швидкісного безлімітного доступу до мережі Інтернет на базі власної волоконо – оптичної мережі у містах Дніпро, Київ та Харків.
Надання послуг мобільної мережі CDMA було припинено 1 січня 2025.